# The Ancestor's Tale
The Ancestor's Tale  é um livro de ciência popular lançado em 2004 por Richard Dawkins, com contribuições de seu assistente de pesquisa Yan Wong. Segue o caminho reverso da história da evolução, tratando dos ancestrais comuns da humanidade. O livro foi indicado ao "Prêmio Aventis para Livros de Ciência". No Brasil foi traduzido com o título "A Grande História da Evolução".